# 大中臣子老
大中臣 子老（おおなかとみ の こおゆ）は、奈良時代の公卿。氏姓は中臣朝臣のち大中臣朝臣。右大臣・大中臣清麻呂の次男。官位は正四位下・参議。

## 経歴
称徳朝の天平神護3年（767年）従五位下に叙爵され、翌神護景雲2年（768年）中務少輔に任ぜられる。のち美作介・伊勢介と地方官を務める一方、神護景雲3年（769年）には中臣朝臣姓から大中臣朝臣姓に改姓している。
宝亀3年（772年）神祇大副として京官に復帰すると、宝亀4年（773年）従五位上、宝亀5年（774年）正五位下、宝亀7年（776年）正五位上、宝亀8年（777年）従四位下・神祇伯と、光仁朝では父の右大臣・清麻呂の威光もあり、神祇官の官人を務めながら急速に昇進した。
天応元年（781年）桓武天皇の即位後まもなく父の清麻呂が右大臣を辞任して政界を引退すると、代わって子老が従四位上・参議に叙任され公卿に列する。桓武朝では、議政官として長く神祇伯を務める傍らで式部大輔・右京大夫・宮内卿・右大弁・兵部卿等を兼任、またこの間の延暦3年（784年）には、中納言の藤原小黒麻呂や藤原種継らと共に、遷都のため山城国長岡の地を視察している。延暦5年（786年）正四位下に昇叙。延暦8年（789年）1月25日卒去。最終官位は参議宮内卿正四位下兼神祇伯。

## 官歴
『続日本紀』による。
- 時期不詳：正六位上
- 天平神護3年（767年） 正月19日：従五位下
- 神護景雲2年（768年） 2月18日：中務少輔
- 神護景雲3年（769年） 3月10日：美作介。6月19日：中臣朝臣姓から大中臣朝臣姓に改姓
- 宝亀2年（771年） 5月14日：伊勢介
- 宝亀3年（772年） 4月20日：神祇大副
- 宝亀4年（773年） 2月24日：従五位上
- 宝亀5年（774年） 正月7日：正五位下
- 宝亀7年（776年） 正月7日：正五位上
- 宝亀8年（777年） 正月7日：従四位下。正月25日：神祇伯。10月13日：式部大輔
- 天応元年（781年） 4月15日：従四位上。6月27日：参議
- 延暦元年（782年） 9月9日：右京大夫
- 延暦4年（785年） 5月20日：宮内卿。7月6日：右大弁
- 延暦5年（786年） 正月7日：正四位下。2月17日：兵部卿。6月9日：宮内卿
- 延暦7年（788年） 11月4日：宮内卿、神祇伯如故
- 延暦8年（789年） 正月25日：卒去（参議宮内卿正四位下兼神祇伯）

## 系譜
「中臣氏系図」（『群書類従』巻62所収）による。
- 父：大中臣清麻呂
- 母：不詳
- 生母不詳の子女
  - 男子：大中臣安遊麻呂
  - 男子：大中臣鯛執
  - 男子：大中臣武盧
  - 男子：大中臣梁麻呂
  - 男子：大中臣弟守